# Dalbergia tucurensis
Dalbergia tucurensis är en ärtväxtart som beskrevs av John Donnell Smith. Dalbergia tucurensis ingår i släktet Dalbergia, och familjen ärtväxter. Inga underarter finns listade i Catalogue of Life.